# Електрік-Сіті
Електрік-Сіті (англ. Electric City) — місто (англ. city) в США, в окрузі Грант штату Вашингтон. Населення — 956 осіб (2020).

## Географія
Електрік-Сіті розташований за координатами 47°54′47″ пн. ш. 119°2′45″ зх. д. / 47.91306° пн. ш. 119.04583° зх. д. (47.913031, -119.045768).  За даними Бюро перепису населення США в 2010 році місто мало площу 6,07 км², з яких 4,41 км² — суходіл та 1,66 км² — водойми. В 2017 році площа становила 6,97 км², з яких 5,28 км² — суходіл та 1,69 км² — водойми.

### Клімат
| Клімат : Електрік-Сіті  | Клімат : Електрік-Сіті | Клімат : Електрік-Сіті | Клімат : Електрік-Сіті | Клімат : Електрік-Сіті | Клімат : Електрік-Сіті | Клімат : Електрік-Сіті | Клімат : Електрік-Сіті | Клімат : Електрік-Сіті | Клімат : Електрік-Сіті | Клімат : Електрік-Сіті | Клімат : Електрік-Сіті | Клімат : Електрік-Сіті | Клімат : Електрік-Сіті |
| Показник                | Січ.                   | Лют.                   | Бер.                   | Квіт.                  | Трав.                  | Черв.                  | Лип.                   | Серп.                  | Вер.                   | Жовт.                  | Лист.                  | Груд.                  | Рік                    |
| Абсолютний максимум, °C | 16,1                   | 16,1                   | 22,8                   | 32,8                   | 37,8                   | 38,9                   | 42,2                   | 43,3                   | 39,4                   | 28,9                   | 20,6                   | 14,4                   | 43,3                   |
| Середній максимум, °C   | 0,6                    | 4,4                    | 11,1                   | 16,1                   | 21,1                   | 25,6                   | 30,6                   | 30,6                   | 25,0                   | 16,1                   | 6,1                    | 0,0                    | 15,7                   |
| Середній мінімум, °C    | −5                     | −3,9                   | −0,6                   | 2,8                    | 7,2                    | 10,6                   | 14,4                   | 13,9                   | 9,4                    | 3,9                    | −1,1                   | −5,6                   | 3,9                    |
| Абсолютний мінімум, °C  | −27,2                  | −26,1                  | {{{Mar record low C}}} | −6,1                   | −6,1                   | 2,2                    | 4,4                    | 3,3                    | −1,1                   | −13,9                  | −23,3                  | −26,7                  | −27,2                  |
| Норма опадів, мм        | 27                     | 25                     | 23                     | 22                     | 29                     | 27                     | 16                     | 7                      | 11                     | 17                     | 33                     | 37                     | 274                    |
| ----------------------- | ---------------------- | ---------------------- | ---------------------- | ---------------------- | ---------------------- | ---------------------- | ---------------------- | ---------------------- | ---------------------- | ---------------------- | ---------------------- | ---------------------- | ---------------------- |

## Демографія
Згідно з переписом 2010 року, у місті мешкало 968 осіб у 447 домогосподарствах у складі 275 родин. Густота населення становила 159 осіб/км².  Було 524 помешкання (86/км²).
Расовий склад населення:
| - 86,0 % — білих - 5,2 % — корінних американців - 0,5 % — чорних або афроамериканців - 0,4 % — азіатів |

До двох чи більше рас належало 7,0 %. Частка іспаномовних становила 4,0 % від усіх жителів.
За віковим діапазоном населення розподілялося таким чином: 18,3 % — особи молодші 18 років, 59,5 % — особи у віці 18—64 років, 22,2 % — особи у віці 65 років та старші. Медіана віку мешканця становила 50,5 року. На 100 осіб жіночої статі у місті припадало 98,8 чоловіків;  на 100 жінок у віці від 18 років та старших — 101,8 чоловіків також старших 18 років.
Середній дохід на одне домашнє господарство  становив 67 846 доларів США (медіана — 63 977), а середній дохід на одну сім'ю — 75 134 долари (медіана — 70 658). Медіана доходів становила 82 273 долари для чоловіків та 38 500 доларів для жінок. За межею бідності перебувало 2,6 % осіб, у тому числі 0,0 % дітей у віці до 18 років та 2,9 % осіб у віці 65 років та старших.
Цивільне працевлаштоване населення становило 443 особи. Основні галузі зайнятості: будівництво — 27,3 %, освіта, охорона здоров'я та соціальна допомога — 22,6 %, публічна адміністрація — 14,9 %, роздрібна торгівля — 12,9 %.